# 한반도 (드라마)
《한반도》는 2012년 2월 6일부터 2012년 4월 3일까지 TV조선에서 방송되었던 창사특집 드라마이다.

## 줄거리
가상의 통일 한반도를 배경으로 대한민국의 자원을 둘러싼 열강들의 암투와 이념을 초월한 로맨스를 그린 작품으로서, 남북 합작 대체에너지 개발과 통일 논의가 가속화되는 미래의 한반도를 배경으로 분단의 현실속에서 펼쳐지는 남한의 남자(황정민)와 북의 여자 진재(김정은)의 애틋한 사랑이야기를 그려낸다. 또한 한반도 최초의 통일 대통령을 둘러싼 긴장감 넘치는 스토리까지 더해지는 드라마이다.

## 드라마 제작비
드라마 한반도는 제작비에 200억원이 투자되었다.

## 등장 인물

### 주요 인물
- 서명준 : 황정민
- 림진재 : 김정은
- 민동기 : 곽희성
- 박도명 : 조성하
- 박혜정 : 조이진
- 강동원 : 곽창신

### 남측 인물
- 강대현 : 이순재
- 박정표 : 최일화
- 송승주 : 윤예희
- 한영훈 : 이해영
- 채동훈 : 최대훈
- 오창일 : 정동환
- 석주환 : 윤주상
- 합참의장 : 고인범
- 김원호 : 정동규
- 정철 : 박근수

### 북측 인물
- 조국철 : 정성모
- 한경옥 : 김지숙
- 김득수 : 김하균
- 리영춘 : 김수현
- 정용기 : 정진
- 김태성 : 서태화
- 림철우 : 박찬환

### 메탄하이드레이트연구기술진
남측 연구기술진
- 동정근 : 허정규
- 강희중 : 이희석
- 김용수 : 황찬우
- 전중원 : 허재호
- 이성호 : 양희윤

북측 연구기술진
- 김호택 : 장남열
- 조갑석 : 이철민
- 박광태 : 최재환
- 차승재 : 지우석
- 구연철 : 김재록

## 제작진
- 각본 : 윤선주
- 연출 : 이형민

## 사운드 트랙
2012년 2월 6일부터 M.C. The Max, 화요비의 수록곡이 차례로 선공개되었다.
아래는 싱글앨범과 정규앨범에 포함된 곡들이며, 정렬기준은 출시 순이다.

### Part.1
| #  | 제목                              | 작사   | 작곡      | 재생 시간 |
| -- | --------------------------------- | ------ | --------- | --------- |
| 1. | 〈태양의 그림자〉 (M.C. The Max)  | 박성일 | 박성일    | 3:20      |
| 2. | 〈Love Like The Sun〉 (Deep Song) |        | Deep Song | 3:20      |

### Part.2
| #  | 제목                                                 | 작사   | 작곡   | 재생 시간 |
| -- | ---------------------------------------------------- | ------ | ------ | --------- |
| 1. | 〈만약에 우리 둘 중 하나라도 (If we were)〉 (화요비) | 화요비 | 화요비 | 3:18      |
| 2. | 〈천국〉 (혜지)                                      |        | 혜지   | 3:18      |

## 시청률
아래의 파란색 숫자는 '최저 시청률'이고, 빨간색 숫자는 '최고 시청률'입니다.
| 2012년 | 2012년   | 2012년                             | 2012년                              |
| 회차   | 방송일   | TNmS 시청률 (수도권 유료가구 기준) | AGB닐슨 시청률 (전국 유료가구 기준) |
| ------ | -------- | ---------------------------------- | ----------------------------------- |
| 제1회  | 2월 6일  | %                                  | 1.649%                              |
| 제2회  | 2월 7일  | %                                  | %                                   |
| 제3회  | 2월 13일 | %                                  | %                                   |
| 제4회  | 2월 14일 | %                                  | %                                   |
| 제5회  | 2월 20일 | %                                  | %                                   |
| 제6회  | 2월 21일 | %                                  | %                                   |
| 제7회  | 2월 27일 | %                                  | %                                   |
| 제8회  | 2월 28일 | %                                  | %                                   |
| 제9회  | 3월 5일  | %                                  | %                                   |
| 제10회 | 3월 6일  | %                                  | %                                   |
| 제11회 | 3월 12일 | %                                  | %                                   |
| 제12회 | 3월 13일 | %                                  | %                                   |
| 제13회 | 3월 19일 | %                                  | %                                   |
| 제14회 | 3월 20일 | %                                  | %                                   |
| 제15회 | 3월 26일 | %                                  | %                                   |
| 제16회 | 3월 27일 | %                                  | %                                   |
| 제17회 | 4월 2일  | %                                  | %                                   |
| 제18회 | 4월 3일  | %                                  | %                                   |

## 특이 사항
- 본 드라마의 이야기 인물 등은 실제가 아닌 작가에 의해 창작된 픽션 드라마임을 밝힌 바 있다.
- 공식 홈페이지에서는 방영분의 다시보기 서비스를 일시적으로 중단하였다.

## 동시간대 경쟁 프로그램
- 드림하이 2 (KBS 2TV)
- 빛과 그림자 (MBC TV)
- 샐러리맨 초한지
- 패션왕 (이상 SBS TV)
- 빠담빠담… 그와 그녀의 심장박동소리
- 신드롬 (이상 JTBC.)
- 컬러 오브 우먼
- K-팝 최강 서바이벌 (이상 채널A.)